# Alchemilla altaica
Alchemilla altaica är en rosväxtart som beskrevs av Sergei Vasilievich Juzepczuk. Alchemilla altaica ingår i släktet daggkåpor, och familjen rosväxter. Utöver nominatformen finns också underarten A. a. cryptocaula.